# Confidencias muy íntimas
Confidencias muy íntimas es una obra de teatro de Jérôme Tonnerre, estrenada en España en  2010.

## Argumento
Una mujer bastante deprimida a causa de la infelidad en su matrimonio decide acudir a la consulta de un psiquiatra.Llega el día señalado pero se equivoca de lugar y sin saberlo entra en el despacho de un inspector fiscal al que hace partícipe de sus secretos más íntimos.

## Estreno
- Auditorio Siete Colinas, Ceuta, 30 de enero de 1990.
  - Dirección: Juan Luis Iborra.
  - Escenografía: Rafael Garrigós.
  - Intérpretes: Manuel Tejada , Juan Fernández , Remedios Cervantes.